# Pilophorus clavatus
Pilophorus clavatus ist eine Wanzenart aus der Familie der Weichwanzen (Miridae).

## Merkmale
Die ameisenähnlichen Wanzen werden 4,0 bis 5,0 Millimeter lang. Bei ihnen ist die hintere silbrig-weiße Binde auf den Hemielytren anders als bei manchen anderen Arten der Gattung Pilophorus nicht durchgehend und etwas nach vorne verschoben, sodass sie über den Clavus verläuft. Das Pronotum und die Hemielytren sind mit feinen Härchen bedeckt. Charakteristisch für die Art ist außerdem, dass das zweite Glied der Fühler nach vorne dicker wird. Das dritte Glied ist auf der basalen Hälfte, das vierte nur an der Basis hell gefärbt. Das zweite Glied ist 1,5 bis 1,7 Mal so lang, wie der Kopf breit ist.

## Vorkommen und Lebensraum
Die Art ist holarktisch verbreitet. Sie tritt überall in Europa, mit Ausnahme des hohen Nordens und des Südens auf und kommt östlich bis nach Zentralasien und in den Norden Chinas vor. Sie ist in Deutschland und Österreich weit verbreitet und nicht selten.
Besiedelt werden vor allem Laubgehölze, insbesondere Weiden (Salix), aber auch Eichen (Quercus), Pappeln (Populus), Linden (Tilia), Birken (Betula), Erlen (Alnus), Haseln (Corylus) und holzige Rosengewächse. Man findet sie aber auch in Gärten an Johannisbeeren (Ribes) und selten sogar auf Nadelbäumen.

## Lebensweise
Pilophorus clavatus saugt räuberisch an Blattläusen, aber auch am Saft ihrer Wirtspflanzen. Sie treten häufig gemeinsam mit Ameisen, insbesondere Wegameisen (Lasius) auf. Imagines kann man von Ende Juni/Anfang Juli bis September beobachten. Die Paarungszeit ist von Ende Juli bis Anfang August.

## Belege